# Formule intégrale de Lobachevski
En analyse réelle, la formule intégrale de Lobachevski est une formule de calcul pour des intégrales impropres, du nom du mathématicien Nikolaï Ivanovitch Lobatchevski. Elle est utilisée en analyse de Fourier.

## Énoncé
Soit f une fonction réelle continue, π-périodique et telle que f(π - x) = f(x), pour tout x strictement positif. Alors on a,
{\displaystyle \int _{0}^{+\infty }{\frac {\sin ^{2}(x)}{x^{2}}}f(x)\,\mathrm {d} x=\int _{0}^{+\infty }{\frac {\sin(x)}{x}}f(x)\,\mathrm {d} x=\int _{0}^{\frac {\pi }{2}}f(x)\,\mathrm {d} x.}

## Applications
La formule intégrale de Lobachevski donne une méthode de calcul directe de l'intégrale de Dirichlet, en considérant la fonction f constante et égale à 1.
Les intégrales de type Lobachevski sont utilisées dans l'analyse de Fourier de fonctions périodiques ; en effet, la fonction sinus cardinal, qui apparait dans l'intégrale, est la transformée de Fourier d'une fonction porte, et la formule intégrale de Lobachevski permet donc un calcul simple de certaines intégrales en combinaison avec l'égalité de Parseval.